# ジュンテンドー

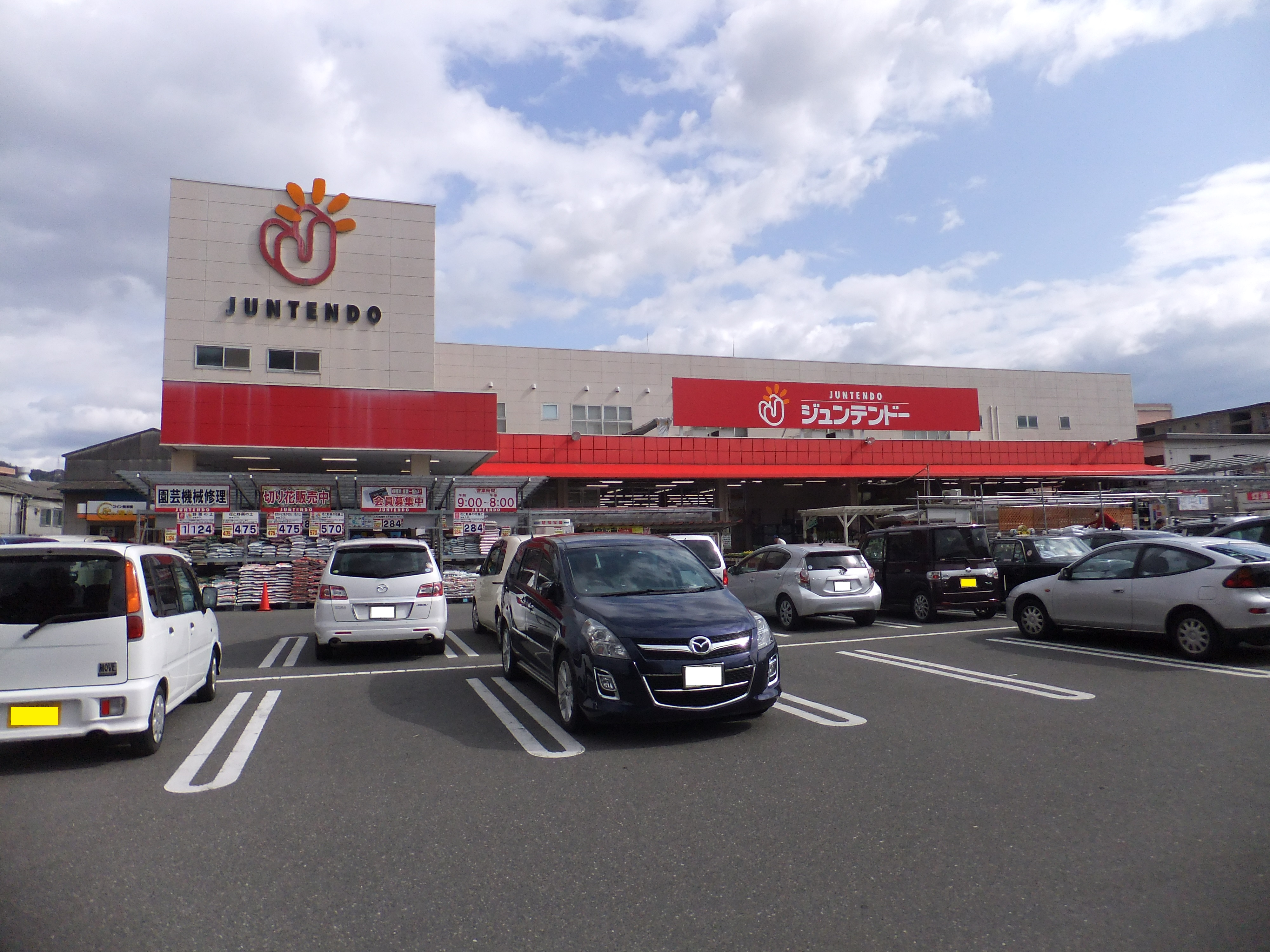
営業本部を置いている安芸府中店

ジュンテンドー（英: JUNTENDO）は、島根県益田市に本社を置く株式会社ジュンテンドー（英: JUNTENDO CO., LTD.）が運営する日本のホームセンター。東京証券取引所スタンダード市場上場。

## 概要
中国地方と近畿地方（大阪府・滋賀県を除く)と三重県名張市に127店舗（2021年2月現在）を展開している。以前は地域密着型の店舗作りを基本としており、1店舗当たりの面積は900 - 2000m2と小さめで、近年の5000m2級の大型ホームセンターとは一線を画していたが、マイン峰山店、茶屋町店、西舞鶴モール店のような大型店舗も存在し、今後大型化を進めている。
過去には、祖業である薬局・ドラッグストア事業（サンデーズ）や、島根県松江市・出雲市と鳥取県米子市・西伯郡伯耆町でカー用品店のイエローハットのフランチャイズチェーン店の運営を行っていたが、現在は他社へ譲渡している。また、書店（ブックセンタージャスト）も展開していたが、2025年に最後まで営業を続けていた益田市の店舗を閉店し、書店事業から撤退。
名称はかつて「順天堂」と漢字表記されていたが、ツムラおよびバスクリン（旧社名「津村順天堂」）や、順天堂大学とは全くの無関係である。また、キャッチフレーズの「暮らし、いきいき」はジュンテンドーと同じく島根県に本社を置くスーパーマーケットのみしまやも使用しているが、こちらも全くの無関係である。

## 沿革
1877年10月17日、山口県佐波郡佐波村（現防府市）第403番屋敷にて、渡邉文市生誕する。14歳の時、父の死去により中学2年で中退し、防府の柏木薬店（店主・柏木幸助）に勤務する。
1894年10月、防府の生雲瀧次郎の援助により島根県石見国美濃郡益田町折戸（現・益田市折戸）にて「順天堂薬店」を開店する。「順天堂薬店」の近所に「第五十三国立銀行」（現・山陰合同銀行）益田支店長の飯塚正居が住んでいた。正居はかねてから文市の誠実な生活態度にほれ込んだ。文市は、正居の一人娘のリョウ（正居の妻ツネの兄・平田正表の長女を養子としてもらっていた）と結婚し飯塚文市となる。
1907年4月、「日本薬局方」（第3版）等の施行にともない、薬業は近代化されつつあった。文市は医師の処方箋により調剤のできる「薬局」を目指し、従兄弟の足立滋春を「大阪薬学専門学校」へ進学させた。滋春が卒業するまで島根県薬剤師会幹事・薬剤師虎谷常太郎を雇用し、店舗改装し「飯塚順天堂」が誕生する。
「なんでもあるくすりや」と命名し「明治のドラッグ・ストア・順天堂」と呼ぶにふさわしい店舗で日常品から食料品まですべてを揃えた店舗であった。薬の製薬および販売において富山の薬売りが独占していた市場を次第に掌握するようになる。「順天堂」の名は遠く松江・山口まで知られわたるようになる。その後息子の幸一が東京薬学専門学校（現・東京薬科大学）を卒業し薬剤師となり家業を継ぐ。
1941年、島根県でも島根県医薬品統制組合が発足し、初代理事長に松井義三郎（松井薬局本店）が就任した。また、県内7地区（松江・能義・邇摩・邑智・那賀・美濃・鹿足）に医薬品小売統制組合が結成され、美濃地区の理事長には幸一が選任された。
1943年5月、島根県医薬品統制組合は、島根県医薬品統制株式会社に発展し、加藤丈太郎（加藤二星堂）が社長に就任した。
1943年6月には戦時統制令によって「島根県売薬生産統制株式会社」が設立され、県下各薬局の自家製剤権はすべてこの会社に譲渡することとなった。幸一も父・文市時代からの製薬権を譲渡した。
戦後、1948年6月1日に益田駅前の角地（現・益田薬局の場所）に「有限会社飯塚順天堂駅前薬局」を資本金25万円で設立。幸一が病床につくようになり長男・道正が東京薬学専門学校を卒業し慶應義塾大学病院薬剤部に勤務していたが退職し、1953年2月1日、資本金100万円に増資し「有限会社飯塚順天堂薬局」に商号変更。
道正は、日本薬局協励会主催の全国大会にて経営コンサルテングの松香のアメリカのドラッグ・ストアについての講義を聞いて、すぐさまアメリカのドラッグ・ハウスの資料をとりよせ日本式ドラッグ・ストアの「薬局+荒物雑貨」を目指すこととなる。これが今日の「ホームセンター」+「ドラッグストア」の原点となる。
しかし薬品関係のディスカウントにはブレーキがかかる。薬品メーカーへの代理店契約の破棄を通告したところ、クレームがついた。さらに薬品の値引き販売を察知した薬品組合からも、激しい圧力がかかってきた。
結果「ホームセンター」としての店舗展開をしていくこととなる。

### 年表
- 1894年（明治27年）10月[1] - 医薬品販売業順天堂として創業。
- 1894年 - 朝鮮半島の釜山近郊に飯塚農営部を設置。
- 1918年3月 - 順天堂分店「だるまや」創業。
- 1924年11月 - 横田支店開設。
- 1929年4月 - 江津支店開設。
- 1930年6月 - 益田駅前支店開設。
- 1948年（昭和23年）6月 - 有限会社飯塚順天堂駅前薬局を設立[1]。
- 1953年（昭和28年）2月 - 有限会社飯塚順天堂薬局に商号変更。
- 1962年（昭和37年）11月 - 有限会社順天堂に商号変更。
- 1969年（昭和44年）9月 - 日本初のホームセンターとして、島根県益田市にハウジングランド順天堂駅前店を開店。
- 1970年（昭和45年）8月 - 薬局部門を再び設立。
- 1975年（昭和50年）8月 - 薬局部門を順天堂土地住宅株式会社（順天堂薬品株式会社に商号変更。後のジャスト商事株式会社）に譲渡。
- 1976年（昭和51年）4月 - 「米原店」開店で鳥取県に進出開始。「徳山店」開店で山口県に進出開始（結果として初めての出店失敗・第一号閉店店舗となる）。
- 1977年（昭和52年）11月18日 - 資本金3000万円で株式会社順天堂に改組[1]。
- 1980年（昭和55年）
  - - 店名をホームセンター順天堂に変更。
  - 10月 - 「廿日市店」開店で広島県に進出開始。
- 1981年（昭和56年）11月 - 「並木店」開店で岡山県に進出開始。
- 1986年（昭和61年）
  - 3月 - 「和田山店」開店で兵庫県に進出開始。
  - 7月 - 自動車販売事業に進出。「株式会社オートラマジャスト」を設立し、福山市・益田市・宍道町でフォード車の販売を始める。
- 1987年（昭和62年）
  - 3月 - 株式会社ジュンテンドーに商号変更[1]。店名をホームセンタージュンテンドーに変更。
  - 7月 - 「丹後大宮店」開店で京都府に進出開始。
- 1988年（昭和63年）8月 - 「那賀店」開店で和歌山県に進出開始。
- 1989年（平成元年）
  - 3月 - 広島証券取引所に上場。
  - 12月 - カー用品店のイエローハットのフランチャイズチェーン店の運営開始。
- 1991年（平成3年）
  - 6月 - 大阪証券取引所第2部に上場。
  - 10月 - 「五条店」開店で奈良県に進出開始。
- 1994年（平成6年）
  - 8月 - オートラマジャストの営業を終了。自動車販売事業から撤退する。
  - 10月 - 「名張店」開店で三重県に進出開始。
- 1999年（平成11年） - 営業本部を広島県安芸郡府中町へ移転、新CIを導入。
- 2000年（平成12年）3月 - 広島証券取引所が東京証券取引所に合併され、東京証券取引所第2部に上場。
- 2008年（平成20年）2月 - 申請により大阪証券取引所の上場を廃止。
- 2011年（平成23年） - ジャスト商事株式会社を吸収合併。
- 2017年（平成29年）3月 - カー用品店のイエローハットの事業を山陰イエローハットに事業譲渡する[広報 1]。
- 2019年（平成31年）2月 - 薬局・ドラッグストア事業を ウエルシア薬局に譲渡した[広報 2]。
- 2025年（令和7年）4月13日 - 益田市の「ブックセンタージャスト高津店」を閉店し、書店事業から撤退[2]。

## 店舗

### 現在営業している店舗

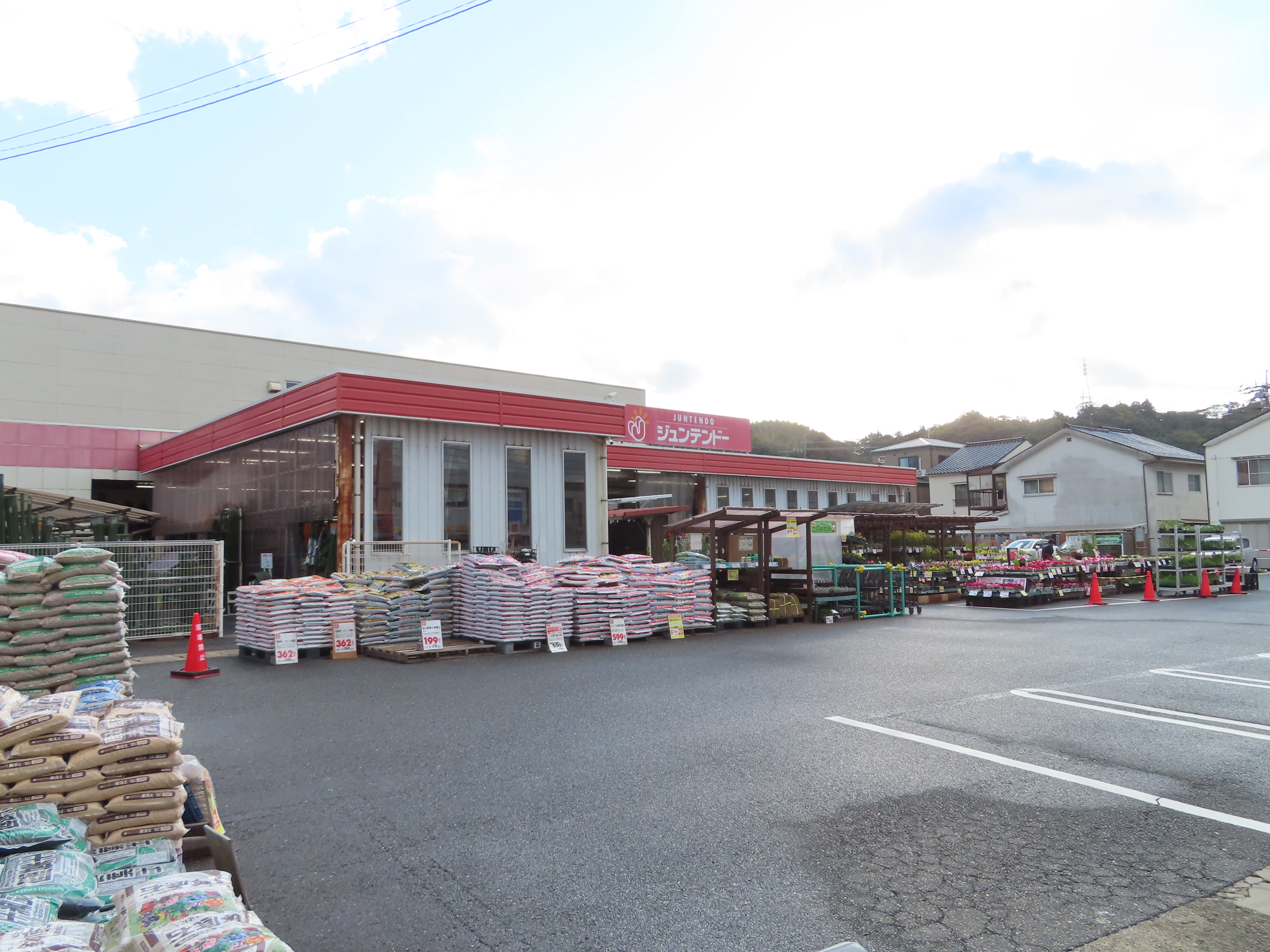
浜田店（島根県浜田市）
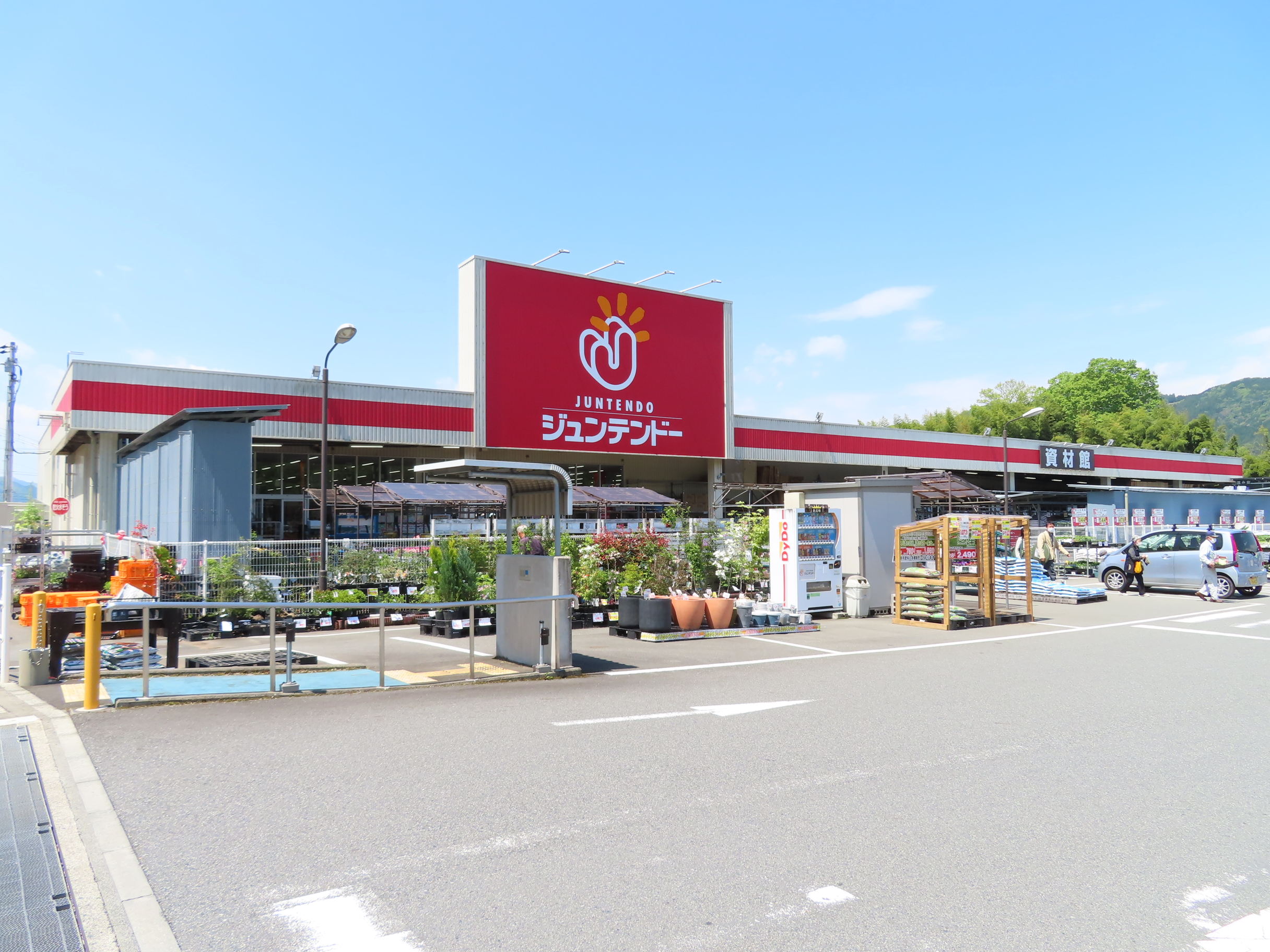
福知山店（京都府福知山市）

### 過去に存在した店舗

#### 大阪府
- 平野店(大阪市)…現 喜連瓜破セレッソコートマンション群に店舗あった。
- 泉大津店
- 岸和田店
- 貝塚店

#### 京都府
- 福知山店(福知山市昭和新町73番地)
- 西舞鶴店(舞鶴市字公文名245番地)

#### 奈良県
- 香芝店

#### 和歌山県
- 有田店(有田市古江見字中坪68番1)
- 吉備店(有田郡吉備町庄393番地1)
- 田辺店(田辺市新庄町2155番地)
- 大浦店(和歌山市湊41)
- 御坊店(御坊市湯川町財部字深洲46-1)
- 田辺元町店(田辺市元町字益穂1000番地1)

#### 兵庫県
- 花田店(姫路市飾東町庄字宮ノ前273番地)
- 西脇店(西脇市高田井町字清水田318番)
- 上郡店(赤穂郡上郡町山野里2309番地1)
- 八鹿店(養父郡八鹿町下網場字山本343番地)
- 加古川店(加古川市加古川町中津544番地1)
- 龍野店(龍野市龍野町島田字豆尻721番地の1)
- 白浜店(姫路市白浜町宇佐崎中1丁目215番地2)
- 岡田店(姫路市岡田363番地1)
- 加西店(加西市北条町古坂6丁目108番地)
- 篠山店(篠山市杉305番地)
- 仁豊野店(姫路市仁豊野字7丁目567-2)

#### 鳥取県
- 米原店(米子市米原町5丁目9番23号)
- 上道店(境港市上道町3243番地)
- 目久美店(米子市目久美町29番地3)
- 岸本店(西伯郡岸本町大殿字内田977番1)
- 夜見店(米子市夜見町2921-8)

#### 島根県
- 益田駅前店(益田市駅前町31番21号)
- 山代店(松江市山代町字鍛冶屋464番地5)
- 春日店(松江市春日町340番地9)
- 乃木店(松江市浜乃木6丁目1番32号)
- 宍道店(八束郡宍道町大字佐々布2459-38)
- 三刀屋店(飯石郡三刀屋町大字下熊谷1622番地2)
- 西郷店(隠岐郡西郷町大字平字平ノ前576番地)
- 揖屋店(八束郡東出雲町大字揖屋町28番地1)
- 知井宮店(出雲市神門町783番地)
- 出雲北店(島根県出雲市高岡町1237-1)

#### 岡山県
- 真備店(吉備郡真備町有井100番地1) - 西日本豪雨で被災し、そのまま閉店となった。
- 久世店(真庭郡久世町大字久世2272番1)[3]
- 大安寺店(岡山市野殿西町332番地7)
- 原尾島店(岡山市原尾島4丁目500番2号)
- 西大寺店(岡山市西大寺中2丁目455番地1号)
- 倉敷大内店(倉敷市大内1179番地1)
- 浦安店(岡山市浦安本町101番地の1)
- 勝央店(勝田郡勝央町小矢田5番)
- 吉井店(赤磐郡吉井町周匝733番地1)

#### 広島県
- 十日市店(三次市十日市西6丁目1番7号)
- 古市店(広島市安佐南区大町東１丁目19-50)
- 三次店(三次市南畑敷町232番地1)
- 西条店(東広島市西条中央3丁目6番5号)
- 廿日市店(廿日市市佐方4丁目2番20号)
- 因島店(因島市田熊町字黒崎新開5043番地1)
- 向島店(御調郡向島町字五軒島5617番地37)
- 庄原店(庄原市西本町2丁目15番35号)
- 尾道店(尾道市栗原西2丁目3番17号)
- 加計店(山県郡加計町下殿河内字泓219-1)
- 本郷店(豊田郡本郷町大字本郷4640-1)
- 春日町店(福山市春日町6丁目1番16号)
- 広ひがし店(呉市広白石4丁目5-1)
- 宮内店(廿日市市宮内字国広4479番地)

#### 山口県
- 柳井店(山口県柳井市古開作664番地17)
- 玖珂店(玖珂郡玖珂町字勝根6706番地5)
- 末武店(下松市瑞穂町2丁目18番20号)
- 美祢店(美祢市大嶺町東分293番地1)
- 小郡店(吉敷郡小郡町大字下郷字蔵下789番地11)
- 長府店(下関市長府八幡町1番26号)
- 沼店(宇部市海南町2の17)
- 防府店(防府市佐波1丁目9番17号)
- 柳井中央店(柳井市大字古開作664番地17)
- 宇部新川店(宇部市島3丁目5番1号)
- 長門店(長門市仙崎網田330-1)
- 小野田店(小野田市日の出2丁目10番10号)

#### 広報資料・プレスリリースなど一次資料
1. ↑  事業の譲渡に関するお知らせ p.14
2. ↑  ドラッグストア事業の事業譲渡に関するお知らせジュンテンドーニュースリリース2018年12月17日